# Александровка (Сурский район)
Александровка — опустевшее село в Сурском районе Ульяновской области в составе Никитинского сельского поселения.

## География
Находится на расстоянии примерно 26 километров по прямой на восток от районного центра — посёлка Сурское.

## История
В 1913 году в селе было дворов 297, жителей 1860 и церковь. В 1990-е годы работало ТОО «Никитинское».

## Население
Население составляло 12 человека в 2002 году (русские 84 %), 0 по переписи 2010 года.